# Tom Clancy’s Rainbow Six: Shadow Vanguard
Tom Clancy’s Rainbow Six: Shadow Vanguard — игра в жанре тактического шутера из серии Tom Clancy’s Rainbow Six, является прямым продолжением медиафраншизы, а также и переделанным ремейком первой части Rainbow Six с заметными отличиями в сюжете. Разработана студией Gameloft и изданная ей же для iOS, Xperia Play и Android.

## Геймплей
Геймплей в точности копирует обе части Rainbow Six: Vegas. Игра использует свой уникальный ремиксованный саундтрек, взятый из игр Rainbow Six: Vegas, Rainbow Six: Vegas 2 и Splinter Cell: Double Agent. Она включает в себя новый тренировочный уровень и 11 сюжетно и полностью переделанных миссий из первой части игры Rainbow Six. Присутствует своя система наград и поощрений, а также есть четыре уровня сложности в одиночном и кооперативном режимах: «Recruit», «Operative», «Elite» и «Rainbow Six». Последний разблокируется исключительно после прохождения всей игры.

## Сюжет
Действие разворачивается в 2012 году, вскоре после формирования многонационального антитеррористического подразделения «Радуги Шесть», в состав которого входят элитные солдаты из разных стран НАТО. Главный герой игры капитан Федерико Гонсалес, бывший офицер спецназа США, завербованный исполняющим обязанности директора «Радуги» Джеймсом Данко, который командует Гонсалесом с сержантом Хэ Чжун Кимом и сержантом Полом Акинделе.
Вскоре после его вербовки Гонсалес находит, что его команда реагирует на серию террористических атак группы «Феникс», радикальной ЭКО-террористической организации. Когда «Радуга» исследует «Феникс», им помогает и консультирует Джон Брайтлинг, председатель мощной биотехнологической корпорации Infinario Inc.
В конечном счете, однако, «Радуга» обнаруживает, что группа «Феникса» на самом деле является фронтом для самого Инфинарио, и Брайтлинг это и есть тот человек, стоящий за террористическими атаками. У него развивается очень заразный штамм вируса Эбола, называемый «Шива». В попытке защитить мать-природу план Брайтлинга состоит в том, чтобы убить каждого человека на планете, за исключением тех, кому он позволяет жить в безопасной искусственной биосфере, место под названием Ковчег горизонта. Как только человеческая раса будет уничтожена, Брайтлинг и его последователи планируют заселить землю и построить экологически чистую утопию.
Для достижения этой цели он использует рассеянные террористические атаки группы «Феникс», чтобы создать всемирную паранойю о международном терроризме, которую он затем использует, чтобы получить контракт на безопасность для своей собственной частной охранной фирмы на Олимпийских играх, где он планирует выпустить вирус. Команда «Радуга» преуспела в предотвращении выпуска вируса, однако, заставив Брайтлинга и его сотрудников отступить к Ковчегу горизонта. Радуга проникла на объект, уничтожая всех коллаборационистов Брайтлинга и в конечном итоге захватывая самого Брайтлинга.

## Миссии
| Место действия | Дата и время      | Название операции  | Брифинг | Главное задание                                                                                           | Второстепенное                                            |
| -------------- | ----------------- | ------------------ | --- | --- | --------------------------------------------------------- |
| Херефорд       | 2012              | ERS Тренировка     | Террористическая организация «Свободная Европа» захватила бельгийское посольство в Лондоне. | Завершите вашу тренировку                                                                                 | Обезвредьте бомбу                                         |
| Лондон         | 07.02.2012, 17:00 | «Стальной ветер»   | Террористическая организация «Свободная Европа» захватила бельгийское посольство в Лондоне. | Спасти посла. Нейтрализовать снайпера. Спасти репортера новостей                                          | Спасти помощника посла                                    |
| ДРК            | 15.04.2012, 02:00 | «Холодный гром»    | Повстанцы Хуту захватили в Конго исследовательскую станцию корпорации «Горизонт». | Спасти Катерину Винстон. Остановить Катерину Винстон. Удерживать позиции до прибытия вертолётов           | Заложить C4 на зенитные установки                         |
| Северное море  | 25.06.2012, 05.30 | «Крылья ангела»    | Террористическая организация «Феникс» захватила буровую установку «Petromech». Они взяли в заложники команду и заминировали буровую. | Разоружить бомбы. Предотвратить столкновение танкера. Эвакуироваться с нефтяной вышки                     | Спасти рабочих нефтяной вышки                             |
| Бразилия       | 03.08.2012, 06:30 | «Солнечный дьявол» | Американские и бразильские рабочие были похищены со строительного участка корпорации «Горизонт» под названием «Арк», расположенного в тропическом лесу Амазонки. Они содержатся в особняке наркобарона Рамона Колдерона.                                                                             | Ликвидировать Рамона Калдерона. Спасти инженерных рабочих. Эвакуироваться с виллы Калдерона               | Уничтожить бочки с кокаином                               |
| Венгрия        | 05.09.2012, 14:00 | «Голубое небо»     | Террористическая организация «Феникс» захватила дамбу на границе Венгрии и Словакии и угрожает взорвать её. Один из террористов желает стать осведомителем в обмен на свою жизнь. | Встретиться с Роландом Канстом. Разоружить бомбы. Эвакуироваться с дамбы                                  | Ликвидировать командиров                                  |
| Айдахо         | 10.09.2012, 03.00 | «Прогулка по огню» | По данным полученным от осведомителя стало известно, что группа «Феникс» владеет биологической лабораторией, расположенной в Айдахо. | Не дать уйти конвою террористов. Найти данные об объектах. Спасти зараженных гражданских                  | Спасти захваченных гражданских                            |
| Саутгемптон    | 19.09.2012, 23:00 | «Ледяная бритва»   | Группа «Феникс» похитила доктора Уинстон из её гостиницы. Они были прослежены до грузового судна. Террористы угрожают взорвать корабль если им не дадут уйти. | Перехватить вражескую передачу. Спасти доктора Уинстона. Остановить шифровальщика                         | Поменять их детонатор на ваш                              |
| Сан-Франциско  | 26.09.2012, 04:00 | «Чёрная магия»     | С помощью жучка, установленного в особняке Энн Ланг стало известно о том, что «Горизонт» финансирует «Феникс», а также о готовящемся террористическом акте. | Отключить систему безопасности. Загрузить файлы с компьютера Брайтлинга. Взломать сервер и эвакуироваться | Осмотреть оружейные ящики GSS                             |
| Австралия      | 30.09.2012, 19:00 | «Одинокий лис»     | Информация, полученная из штаб-квартиры корпорации «Горизонт» показала, что «Феникс» для вирусной атаки выбрали церемонию закрытия олимпийских игр. В этом террористам помогает Билл Хендриксон, глава организации «Глобальная безопасность», которая обеспечивает сохранность проведения олимпиады. | Задержать Хендриксона                                                                                     | Настроить передвижные серверы GSS на спутники SAS         |
| Сидней         | 01.10.2012, 03:00 | «Дикая стрела»     | Группа «Феникс» установила устройства с вирусом в системе кондиционирования олимпийской деревни. | Выключить систему циркуляции воздуха. Отключить вирусные капсулы                                          | Допросить инженера                                        |
| Бразилия       | 01.10.2012, 06:00 | «Магия тигра»      | Джон Брайтлинг и остатки группы «Феникс» забаррикодировались в Арке. | Проникнуть внутрь биологического убежища. Задержать Брайтлинга                                            | Пометить GPS координатами оставшиеся образцы Эбола Брахма |

## Персонажи
- Федерико Гонсалес (англ. Federico «Fed» Gonzalez) — главный протагонист игры, капитан и лидер команды Альфа «Радуга Шесть».
- Пол Акинделе (англ. Paul Akindele) — главный протагонист кооперативной игры, сержант и оперативник отряда «Радуга Шесть», член команды Альфа, эксперт по взрывчатке.
- Хэ Чжун Ким (англ. Hae Jun Kim) — главный протагонист кооперативной игры, сержант и оперативник отряда «Радуга Шесть», член команды Альфа, специалист по разведке и электронике.
- Джеймс Данко (англ. James Danko) — исполнительный директор «Радуги Шесть».
- Джон Брайтлинг (англ. John Brightling) — главный антагонист игры, генеральный директор корпорации «Горизонт». Найден и захвачен в плен отрядом «Радуги Шесть».
- Катерина Винстон (англ. Catherine Winston) — доктор, научный сотрудник корпорации «Горизонт». Заложница повстанцев, найдена и эвакуирована отрядом «Радуга Шесть». После этого она помогает в исследовании и нейтрализации вируса.
- Рамон Калдерон (англ. Ramon Calderon) (†) — колумбийский наркобарон. Найден и убит вместе с его двойником отрядом «Радуги Шесть».
- Уильям Хендриксон (англ. William Hendrickson) — начальник отдела глобальной безопасности.

## Оценки
| Версия iOS         |                 |
| Сводный рейтинг    | Сводный рейтинг |
| Агрегатор          | Оценка          |
| ------------------ | --------------- |
| GameRankings       | 79,38 %         |
| Metacritic         | 76/100          |
| Иноязычные издания |                 |
| Издание            | Оценка          |
| IGN                | 6,5/10          |
| 148 Apps           | [ 8 ]           |
| AppSpy             | [ 9 ]           |
| MacLife            | [ 10 ]          |
| Pocket Gamer       | 6/10            |
| Slide to Play      | 4/4             |
| TouchGen           | [ 13 ]          |
| TouchArcade        | [ 14 ]          |

Shadow Vanguard был встречен в основном положительными отзывами. Версия iOS имеет оценку 76 из 100 на Metacritic на основе семнадцати отзывов, и 79.38% на GameRankings на основе восьми обзоров.
Трейси Эриксон из Pocket Gamer не был слишком впечатлен, дав игре 6 из 10, утверждая, что «Лаговый мультиплеер, неполированные однопользовательские миссии и различные незначительные недостатки мешают ему стрелять точно прямо [...] Ни один недостаток не лежит в основе этой сокрушающей игры – несколько проблем способствуют общему отсутствию блеска и внимания к деталям. В неё можно играть, хотя и не особенно увлекательно». Леви Бьюкенен от IGN был также критическим, давая игре 6.5 из 10 и сравнивая ее неблагоприятно с Modern Combat 2: Black Pegasus и N.O.V.A. 2: The Hero Rises Again. Он особенно критиковал расположение элементов управления, утверждая, что на экране слишком много кнопок. Он пришел к выводу, что Shadow Vanguard неплохой тактический шутер с разнообразными миссиями и хорошей графикой. Но загроможденное управление и нечетный интеллект как врагов, так и товарищей по команде бросает немного холодной воды на игру.
Жозе Рамос из TouchGen дал 3.5 из 5. Он тоже чувствовал, что экран слишком загроможден, а также критиковал режим deathmatch, особенно после того, как игрок умирает, так как игра случайным образом порождает персонажа на карте, возможно, рядом с врагом. Из многопользовательского режима он отметил: «в целом тогда, и по большей части, даже с его недостатками, он по-прежнему придерживается своих корней «Rainbow Six». Её может быть очень трудно освоить, но как только вы попадете в несколько многопользовательских боев, вы получите хороший и солидный многопользовательский опыт, это просто не совсем здорово». Он также похвалил однопользовательский режим, но пришел к выводу, что «к сожалению, игра затруднена проблемами управления, и по этой причине, если вы действительно не должны иметь какую-то командную игру в своем FPS, тогда вы можете посмотреть на другие FPS в App Store для вашего контртеррористического исправления». Крис Барилик из MacLife отдал игре 4 из 5. Он также чувствовал, что экран был слишком загроможден, но он похвалил графику и озвучку. Он особенно поблагодарил геймплей: «Как и другие игры «Rainbow Six», у этого есть забавное чувство ощутимого напряжения, поскольку вы знаете, что ваши персонажи хрупки и не могут смеяться над несколькими патронами и гранатами».
Дженнифер Аллен из 148Apps была более впечатлена, отдав игре 4.5 из 5 и утверждая, что это была лучшая игра со времен SOCOM: U.S. Navy SEALs Fireteam Bravo 3 на PlayStation Portable. Она высоко оценила графику, звук и многопользовательские режимы, хотя она тоже чувствовала, что на экране слишком много кнопок. Она была особенно впечатлена тактическим геймплеем, назвав его «самый полный тактический шутер, в который я когда-либо играла на портативном устройстве [...] Это довольно идеальный тактически опытный шутер». Джаред Нельсон от TouchArcade также оценил игру на 4.5 из 5. Он критически относился к сетевому мультиплееру, но в целом чувствовал, что ««Rainbow Six: Shadow Vanguard» это компетентный FPS, который соответствует предыдущим предложениям Gameloft, и должен удовлетворить поклонников последних консольных игр серии, ищущих исправление на ходу».
Андрей Несвадьба из AppSpy был еще более впечатлён, отдав полные 5 из 5. Он критиковал ИИ как членов команды, так и врагов, но пришел к выводу, что ««Shadow Vanguard» это, без сомнения, легкая игра, чтобы рекомендовать поклонникам FPS и в то время тактический стиль может быть немного более требовательным, чем традиционные шутеры, случайные геймеры должны найти элементы управления, чтобы также легко его освоить». Крис Рид от Slide также дал игре идеальный результат (4 из 4), утверждая, что «в целом, у нас было много веселья с «Shadow Vanguard».Конечно, это не все, что отличается от «N. O. V. A.» или «Modern Combat», и было бы неплохо увидеть, что Gameloft растянет себя немного больше в будущем для FPS. Но никакая другая компания не делает FPS для iPhone таким большим или захватывающим, как Gameloft. Если вы хотите тактический шутер в кармане, вы пришли в нужное место».